# The Day You Went Away
"The Day You Went Away" đĩa đơn thứ ba được thu âm bởi ban nhạc pop M2M. Đĩa đơn đã thực sự trở nên rất nổi tiếng ở châu Á, và đã được nữ ca sĩ người Đài Loan Vương Tâm Lăng hát lại bằng tiếng Quan thoại. Dù không được phát hành ở Hoa Kỳ nhưng video âm nhạc của bài hát vẫn được chơi trên các kênh truyền hình của nước này.

## Video âm nhạc
Video âm nhạc được quay khá đơn giản, chiếu cảnh Marion Raven và Marit Larsen hát tại một vùng núi ở Na Uy vào mùa đông tuyết rơi.